# سامسونج جالكسي إيه 12
سامسونج جالكسي إيه 12 (بالإنجليزية: Samsung Galaxy A12)‏ هو هاتف ذكي يعمل بنظام أندرويد (توضيح) تم تصنيعه بواسطة شركة إلكترونيات سامسونج. تم الإعلان عن هذا الهاتف في نوفمبر 2020 خلفًا لهاتف Samsung Galaxy A11. يحتوي الهاتف على إعداد كاميرا رباعية مع كاميرا رئيسية بدقة 48 ميجابكسل وشاشة HD + Infinity-V مقاس 6.5 بوصة (170 ملم). بطارية Li-Po بسعة 5000 مللي أمبير. يتم شحنه بنظام أندرويد 10، والذي يمكن تحديثه إلى أندرويد 12.
لم يكن Samsung Galaxy A12 متاحًا في الولايات المتحدة حتى أبريل 2021. يحتوي هاتف Galaxy A12 الذي تم توفيره في الولايات المتحدة على ذاكرة وصول عشوائي (RAM) سعة 3 جيجابايت وكاميرا رئيسية بدقة 16 ميجابكسل، بدلاً من وحدة 48 ميجابكسل.
أطلقت سامسونج هاتف Galaxy A12 بسعر 179 يورو لمتغير التخزين الداخلي 3 جيجابايت رام + 32 جيجابايت، و199 يورو لمتغير التخزين الداخلي 6 جيجابايت رام + 128 جيجابايت. يتوفر بأربعة ألوان مختلفة: الأسود والأبيض والأزرق والأحمر.